# Pedro de Verona
Pedro de Verona, também conhecido como Pedro Mártir (Verona, ca. 1205 — Seveso, 6 de abril de 1252) foi um frade dominicano, inquisidor e mártir italiano do século XIII. É  venerado como santo católico.[ligação inativa]

## Biografia
Nasceu na cidade de Verona em uma família cátara. Frequentou uma escola católica e mais tarde a Universidade de Bolonha. Pedro entrou para a Ordem dos Dominicanos e tornou-se célebre pregador por todo o norte e Itália central.
De 1230 em diante, Pedro pregou contra a heresia e, especialmente o Catarismo que conhecia bem e tinha muitos adeptos no norte da Itália do século XIII. Catarismo era uma forma de dualismo, também chamado de maniqueísmo, e rejeitava a autoridade do Papa e muitos ensinamentos cristãos.
Em 1234, o Papa Gregório IX o nomeou Inquisidor Geral para o norte da Itália. Pedro evangelizou quase toda a Itália, pregando nas cidades de Roma, Florença, Bolonha, Gênova e Como.
Em 1251, o Papa Inocêncio IV reconheceu as virtudes de Pedro e nomeou-o inquisidor na Lombardia. Ele passou cerca de seis meses no cargo e não existem registos do seu envolvimento em algum julgamento. Seu único ato registrado foi uma declaração de clemência por aqueles que confessaram heresia ou simpatia por heresia.
Em seus sermões, Pedro denunciava a heresia e também aqueles católicos que professavam a fé apenas por palavras. Multidões vinham ao seu encontro e o seguia; havia inúmeras conversões, incluindo a de cátaros que retornaram à ortodoxia.
Por causa de seus sermões, um grupo de cátaros milaneses conspiraram para matá-lo. Eles contrataram um assassino, Carino de Balsamo. O cúmplice de Carino era Manfredo Clitoro de Giussano. Em 6 de abril de 1252, quando Pedro estava retornando de Como para Milão, os dois assassinos o seguiram até um local solitário perto de Barlassina, e lá o mataram e feriram mortalmente o seu companheiro, um frade chamado Dominic.

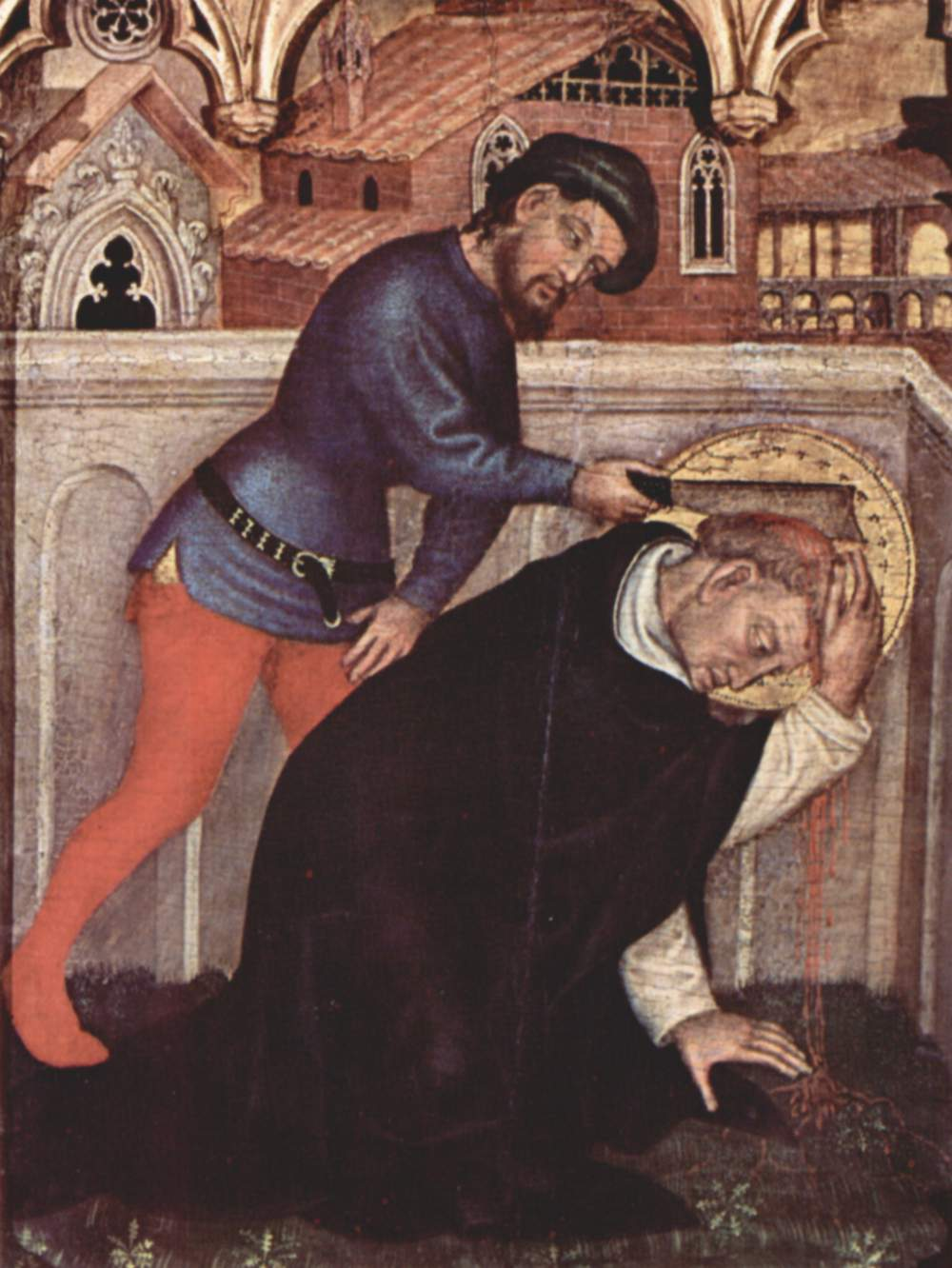
"O assassinato de Pedro mártir" por Gentile da Fabriano

 Segundo a lenda, Carino atingiu a cabeça de Pedro com um machado e então atacou Dominic. Pedro ficou de joelhos, e recitou o primeiro artigo do Credo dos Apóstolos. Oferecendo o seu sangue como um sacrifício a Deus, ele molhou o dedo com seu sangue e escreveu no chão: "Credo".[ligação inativa] O golpe que o matou cortou sua cabeça, mas o testemunho prestado no inquérito sobre sua morte confirma que ele começou a recitar o Credo, quando foi atacado.
Dominic foi levado para Meda, onde morreu cinco dias depois.

## Veneração
O corpo de Pedro foi levado para Milão e depositado na Basílica de Sant'Eustorgio, onde um mausoléu ornamentado, trabalho de Giovanni di Balduccio, foi erigido à sua memória. Desde o século XVIII este está localizado na Capela Portinari.
Pedro foi canonizado pelo Papa Inocêncio IV em 9 de março de 1253, a mais rápida canonização feita por um papa.
A comemoração litúrgica de São Pedro Mártir foi inicialmente definida para 29 de abril, em seguida, para evitar a sobreposição com a festa dedicada à Santa Catarina de Siena, foi transferida para 4 de junho, o dia da solene transferência, ocorreu em 1340, no atual túmulo, construído por Giovanni di Balduccio entre 1335 e 1339.
Inicialmente o dia 6 de abril, data de sua morte, não foi usado porque entraria em conflito muitas vezes com o Tríduo Pascal. Hoje o dia de São Pedro, o Mártir é festejado em 6 de abril.